# Badlapur

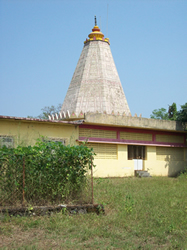
Gajanan Maharaj-templet i byn Kanhor, nära Badlapur.

Badlapur (även känd som Badalapur eller Kulgaon Badlapur) är en stad i västra Indien och är belägen i distriktet Thane i delstaten Maharashtra. Den ligger vid floden Ulhas, några mil öster om Bombay, och ingår i denna stads storstadsområde. Befolkningen uppgick till 174 226 invånare vid folkräkningen 2011.